# 홍정운
홍정운(洪正雲, 1994년 11월 29일~)은 대한민국의 축구 선수로 현재 대구 FC에서 센터백, 수비형 미드필더로 활약하고 있다.

## 구단 경력

### 대구 FC
1994년 11월 29일 부산에서 태어나 부산중앙중학교, 개성고등학교, 명지대학교를 거쳐 2015년 조광래 대구 FC 단장 겸 대표이사의 눈에 띄며 자유 계약을 통해 대구 FC에 입단했다.
입단 초기에는 리저브팀에서만 활동하다가 FC 안양과의 2016년 K리그2 12라운드 원정 경기에 후반 44분 감한솔 대신 교체 투입되며 프로 정식 데뷔전을 치른 이후 2016 시즌 리그 20경기에 출전하면서 팀의 준우승 및 4년만의 K리그1 복귀에 기여했다.
그 뒤 2017 시즌에는 부상으로 인해 6경기 출전에 그쳤지만 이듬해인 2018 시즌에서는 35경기 7개의 공격포인트(5득점 2어시스트)를 기록하며 대구의 창단 첫 FA컵 우승과 함께 대구의 창단 첫 아시아 챔피언스리그 진출의 일등공신으로 활약했다.
2019 시즌에서는 FC 서울과의 리그 17라운드 경기에서 공중볼 경합 후 착지하는 과정에서 문제가 발생하며 교체 아웃되었고 경기 직후 이뤄진 정밀 검진 결과 좌측 십자인대가 파열 판정을 받으면서 사실상 시즌 아웃이 되었으며 결국 이 판정을 통해 시즌 16경기 출전에 그치고 말았다.
그리고 2020 시즌을 앞두고 대구의 주장으로 선임되며 대구 구단 역사상 최연소 주장으로 이름을 남겼으나 김천 상무와의 리그 4라운드 경기에서 코너킥 상황에서 터닝슛을 시도하다가 무리가 오면서 경기 시작 단 10분만에 부상을 입으며 김재우와 교체되었고 이후 우측 십자인대 파열에 발목이 잡혀 2019 시즌에 이어 2년 연속 시즌 아웃이라는 뼈아픈 결과를 받아들였다.
그러나 2021 시즌에서는 공식전 33경기 3득점을 기록하며 대구 구단 역사상 K리그1 역대 최고 성적 (3위), 대구의 3년만의 FA컵 결승 진출 그리고 대구의 사상 첫 ACL 16강 진출을 이끌었고 제주 유나이티드와의 리그 31라운드에서는 K리그 통산 100경기 출장이라는 대기록을 달성했다.
다만 홈에서 열린 전남 드래곤즈와의 2021년 FA컵 결승 2차전에서 20분 상대팀 수비수 황기욱을 팔꿈치로 가격하며 다이렉트 퇴장을 당하는 수모를 겪었고 결국 팀도 전남에 원정 다득점에서 3골차로 밀리면서 전남의 14년만의 FA컵 통산 4번째 우승의 희생양이 되고 말았다.
그래도 2022 시즌에서는 공식전 33경기 4득점을 기록하며 2회 연속 FA컵 4강 진출과 2회 연속 ACL 16강 진출에 기여했고 리그 35라운드와 36라운드 베스트 11에도 선정되었으며 포항 스틸러스와의 FA컵 8강전에서 자신의 프로 커리어 첫 홈 경기 득점을 가동하는 등 활약을 펼쳤음에도 불구하고 이 경기에서 태클을 하는 과정에서 팔꿈치 부상을 입으며 또 다시 오랜 시간동안 경기에 나서지 못했다.
이후 2023 시즌에서도 리그 18라운드 베스트 11에 선정되는 등 대구의 수비라인을 지켜내며 대구의 2년만의 K리그1 상위스플릿 진출을 이끌었으며 시즌이 종료된 이후 계약이 만료되면서 여덟 시즌 동안 몸 담았던 대구와 작별 인사를 건넸다.

### 대전 하나 시티즌
7년 여덟 시즌 동안 몸 담았던 대구를 떠나 2024년 1월 7일 같은 K리그1의 대전 하나 시티즌에 공식 입단했다.

## 국가대표팀 경력

### 대한민국 U-23
명지대학교 재학 시절 당시 U-23 대표팀 사령탑인 신태용 현 인도네시아 대표팀 감독의 눈에 띄어 2015년부터 2016년까지 U-23 대표팀에 종종 선발되었고 특히 유니버시아드 대표팀 소속으로 자국에서 열린 2015년 하계 유니버시아드에 출전하여 팀의 은메달 획득에 기여하기도 했지만 공식 출전 기록은 아직까지 전무하다.

## 수상 및 주요 성적

### 구단
대구 FC
- FA컵 : 우승 (2018), 준우승 (2021)

### 국가대표팀
대한민국 유니버시아드
- 하계 유니버시아드 : 은메달 (2015)